# Movimiento de los Comunistas Unitarios
El Movimento de los Comunistas Unitarios (en italiano: Movimento dei Comunisti Unitari, abreviado MCU) fue un partido político italiano de tendencia marxista.

## Historia
Se fundó el 14 de junio de 1995 como una escisión del Partido de la Refundación Comunista (PRC) por parte de los 14 diputados, 3 senadores y 2 europarlamentarios que, en el marzo anterior, habían estado a favor del voto de confianza al Gobierno de Lamberto Dini (apoyado también por el Partido Democrático de la Izquierda, el Partido Popular Italiano y la Liga Norte).
La mayoría de los miembros del MCU lo habían sido anteriormente del Partido de Unidad Proletaria (PdUP), partido que se había fusionado con el Partido Comunista Italiano en 1984, abandonándolo en 1991 tras su transformación en el Partido Democrático de la Izquierda (PDS). En ese momento la mayoría de los exmiembros del PDUP se unieron al Partido de la Refundación Comunista (PRC).
Entre los líderes políticos que formaron MCU se destacaban Sergio Garavini, Lucio Magri, Luciana Castellina, Famiano Crucianelli, Luciano Pettinari, Ersilia Salvato, Rino Serri, Marida Bolognesi y Walter Bielli. 
En 1996 presentó algunos candidatos en las listas del Partido Democrático de la Izquierda (PDS). Finalmente, en 1998 el MCU se fusionó con el PDS y otros pequeños partidos para formar Demócratas de Izquierda.